# Tà Cú
Tà Cú (vietnamesisch Núi Tà Cú, oft auch als Takou gelistet) ist ein 649 Meter hoher Berg, auf dem die buddhistische Tà Cú Pagode steht. Er liegt ca. 170 km östlich von Ho Chi Minh City und 20 km südwestlich von Phan Thiết in der Provinz Bình Thuận in Vietnam.

## Name
Tà bedeutet "sich neigen" oder "zurückgehen", Cú bedeutet "die Eule" oder "Meinung" und deutet die Geschichte des Berges an, nach der sich das Schicksal der Königin, die eigentlich unheilbar krank war, doch zum Guten wendete.

## Geschichte
Der rechtschaffene Meister Trân Huu Dúc (1812–1888), der wilde Tiere zähmte, begründete die Pagode auf dem Berg. Zu dieser Zeit behandelte König Tu' Dúc der 33. die unheilbar kranke Königin von Huê´ mit Heilpflanzen in den Bergen von Tà Cú und rettete sie. Der König benannte die Pagode daher: "Linh Sơn Trường Thọ" (dt.: wirksam malende Langlebigkeit). Zudem wird jedes Jahr am 5. Oktober auf dem Berg der Todestag von Meister Trân Huu Dúc gefeiert. Die Pagode erreicht man über eine Seilbahn oder über einen steinigen Wanderpfad.

## Sonstiges
2002 wurde die 1,6 km lange und 505 m hohe Seilbahn installiert, die 700–1000 Passagiere am Tag zur Pagode transportiert. Auf dem Berg selbst befindet sich eine 49 m lange und 11 m hohe, liegende Buddha-Statue (Tuong Phat nam ="liegender weißer Buddha). Zusätzlich findet man zahlreiche Gräber, einen Buddhistischer Tempel, der auch heute noch bewohnt ist, sowie 3 Statuen der Barmherzigkeitsgötter, die unterhalb der Buddhastatue stehen. Das über 100 Jahre alte Linh Son Truong Tho Kloster ist auch mittels zweistündigem Fußweg zu erreichen.